# Maurice Sendak
Maurice Bernard Sendak (Brooklyn, 10 de junho de 1928 - Connecticut, 8 de maio de 2012) foi um ilustrador e autor de literatura infantil americano. Ele se tornou  amplamente conhecido pelo seu livro Where the Wild Things Are, publicado pela primeira vez em 1963.
Nascido de pais judeus-poloneses, sua infância foi afetada pela morte de muitos de seus familiares durante o Holocausto. Além de Onde Vivem os Monstros, Sendak também escreveu obras como In the Night Kitchen e Outside Over There, além do livro ilustrado O Pequeno Urso.
Sendak morreu em 2012 depois de sofrer um acidente vascular cerebral.

## Vida e Carreira
Sendak nasceu em Brooklyn, filho de pais poloneses e judeus imigrantes Sadie e Philip Sendak, uma costureira e um contador de histórias infantis e com seus dois irmãos Jack Sendak e Natali Sendak.
Sendak descreveu sua infância como uma "situação terrível" por causa de sua família morrendo no Holocausto, que o expôs em tenra idade até a morte ao conceito de mortalidade. Seu amor pelos livros começou na infância, quando ele desenvolveu problemas de saúde e foi confinado em sua cama. Ele decidiu se tornar um ilustrador depois de assistir o filme Fantasia de Walt Disney, com a idade de doze anos. Um de seus primeiros trabalhos profissionais foi criar vitrines para a loja de brinquedos FAO Schwarz. Suas ilustrações foram publicadas pela primeira vez em 1947, em um livro intitulado Atomics for the Millions pelo Dr. Maxwell Leigh Eidinoff. Ele passou grande parte da década de 1950, ilustrando livros infantis escritos por outras pessoas antes de começar a escrever suas próprias histórias.
Seu irmão mais velho, Jack Sendak, também se tornou um autor de livros infantis, dois dos quais foram ilustrados por Maurice em 1950.

### Morte
Sendak morreu na manhã do dia 8 de maio de 2012, em Danbury, Connecticut, no Danbury Hospital, devido a complicações de um acidente vascular cerebral.
O obituário do The New York Times chamou Sendak de "o mais importante artista literário do século XX." O autor inglês Neil Gaiman comentou, "Ele era único, rabugento, brilhante, sábio, mágico e fez o mundo melhorar ao criar arte nele." A escritora infanto-juvenil estadunidense Judy Blume disse que "Eu não consigo colocar em palavras o que eu estou sentindo, o que ele foi e o que o trabalho dele significa para mim." "Nós todos somos honrados de termos sidos brevemente convidados ao seu mundo" comentou o comediante Stephen Colbert.
A temporada de 2012 do Pacific Northwest Ballet com O Quebra-Nozes, ao qual Sendak projetou o cenário, foi dedicado à sua memória.
Seu último livro, Bumble-Ardy, foi publicado oito meses antes da sua morte. Um livro de imagens póstumas, intitulado My Brother's Book, foi publicado em fevereiro de 2013.

## Obras

### Como autor
- Kenny's Window (1956)
- Very Far Away (1957)
- The Sign on Rosie's Door (1960)
- The Nutshell Library (1962)
  - Alligators All Around 
  - Chicken Soup with Rice 
  - One Was Johnny 
  - Pierre (A Cautionary Tale)
- Where the Wild Things Are (1963)
- Let's Be Enemies (escrito por Janice May Udry) (1965)
- Higglety Pigglety Pop! or There Must Be More to Life  (1967)
- In the Night Kitchen (1970)
- Fantasy Sketches (1970)
- Ten Little Rabbits: A Counting Book with Mino the Magician (1970)
- Some Swell Pup or Are You Sure You Want a Dog? (escrito por Maurice Sendak & Matthew Margolis, e ilustrado por Maurice Sendak) (1976)
- Seven Little Monsters  (1977)
- Outside Over There (1981)
- Caldecott and Co: Notes on Books and Pictures (uma antologi de ensaios sobre literatura infantil) (1988)
- We Are All in the Dumps with Jack and Guy (1993)
- Maurice Sendak's Christmas Mystery (1995) (uma caixa contendo um livro e um puzzle)

Os personagens ilustrados em Where the Wild Things Are causaram alguma controversia pela sua aparência grotesca.

- Bumble-Ardy (2011)
- My Brother's Book (2013)

### Como ilustrador
- Atomics for the Millions (de Dr. Maxwell Leigh Eidinoff) (1947)
- The Wonderful Farm (de Marcel Aymé) (1951)
- Good Shabbos Everybody (de Robert Garvey) (1951)
- A Hole is to Dig (de Ruth Krauss) (1952)
- Maggie Rose: Her Birthday Christmas (de Ruth Sawyer) (1952)
- A Very Special House (de Ruth Krauss) (1953)
- Hurry Home, Candy (de Meindert DeJong) (1953)
- The Giant Story (de Beatrice Schenk de Regniers) (1953)
- I'll Be You and You Be Me (de Ruth Krauss) (1954)
- The Tin Fiddle (de Edward Tripp) (1954)
- The Wheel on the School (de Meindert DeJong) (1954)
- Mrs. Piggle-Wiggle's Farm (de Betty MacDonald) (1954)
- Charlotte and the White Horse (de Ruth Krauss) (1955)
- Happy Hanukah Everybody (de Hyman Chanover and Alice Chanover) (1955)
- Little Cow & the Turtle (de Meindert DeJong) (1955)
- Singing Family of the Cumberlands (de Jean Ritchie) (Oxford University Press, 1955)
- What Can You Do with a Shoe? (de Beatrice Schenk de Regniers) (1955, re-colored 1997)
- Seven Little Stories on Big Subjects (de Gladys Baker Bond) (1955)
- I Want to Paint My Bathroom Blue (de Ruth Krauss) (1956)
- The Birthday Party (de Ruth Krauss) (1957)
- You Can't Get There From Here (de Ogden Nash) (1957)
- Little Bear (de Else Holmelund Minarik)
  - Little Bear (1957)
  - Somebody Else's Nut Tree (1958)
  - Father Bear Comes Home (1959)
  - Little Bear's Friend (1960)
  - Little Bear's Visit (1961)
  - A Kiss for Little Bear (1968)
- Along Came a Dog (de Meindert DeJong) (1958)
- No Fighting, No Biting! (de Else Holmelund Minarik) (1958)
- What Do You Say, Dear? (de Sesyle Joslin) (1958)
- Seven Tales by H. C. Andersen (traduzido por Eva Le Gallienne) (1959)
- The Moon Jumpers (de Janice May Udry)(1959)
- Open House for Butterflies (de Ruth Krauss) (1960)
- Best in Children's Books: Volume 31 (various authors and illustrators: featuring, Windy Wash Day and Other Poems by Dorothy Aldis, illustrations by Sendak) (1960)
- Dwarf Long-Nose (by Wilhelm Hauff, translated by Doris Orgel) (1960)
- Best in Children's Books: Volume 41 (various authors and illustrators: featuring, What the Good-Man Does Is Always Right by Hans Christian Andersen, illustrations by Sendak) (1961)
- Let's Be Enemies (by Janice Udry) (1961)
- What Do You Do, Dear? (by Sesyle Joslin) (1961)
- The Big Green Book (by Robert Graves) (1962)
- Mr. Rabbit and the Lovely Present (by Charlotte Zolotow) (1962)
- The Singing Hill (by Meindert DeJong) (1962) (Harper Row)
- The Griffin and the Minor Canon (by Frank R. Stockton) (1963)
- How Little Lori Visited Times Square (by Amos Vogel) (1963)
- She Loves Me… She Loves Me Not… (by Robert Keeshan AKA Captain Kangaroo) (1963)
- McCall's: August 1964; VOL XCI, No 11 (featuring The Young Crane by Andrejs Upits, illustrations by Sendak)
- The Bee-Man of Orn (by Frank R. Stockton) (1964)
- The Animal Family (by Randall Jarrell) (1965)
- Hector Protector and As I Went Over the Water: Two Nursery Rhymes (traditional nursery rhymes) (1965)
- Lullabyes and Night Songs (by Alec Wilder, edited by William Engvick) (1965)
- Zlateh the Goat and Other Stories (by Isaac Bashevis Singer) (1966)
- The Golden Key (by George MacDonald) (1967)
- The Bat-Poet (by Randall Jarrell) (1964)
- The House of Sixty Fathers (by Meindert De Jong) (1956)
- The Saturday Evening Post: May 4, 1968; 241st year, Issue no. 9 (features Yash The Chimney Sweep by Isaac Bashevis Singer)
- The Juniper Tree and Other Tales from Grimm: Volumes 1 & 2 (translated by Lore Segal with four tales translated by Randall Jarrell) (1973 both volumes)
- King Grisly-Beard (by Brothers Grimm) (1973)
- Pleasant Fieldmouse (by Jan Wahl) (1975)
- Fly by Night (by Randall Jarrell) (1976)
- Mahler - Symphony No. 3, James Levine conducting the Chicago Symphony Orchestra - album cover artwork "What The Night Tells Me" commissioned by RCA Records (1976)
- The Light Princess (by George MacDonald) (1977)
- Shadrach (by Meindert Dejong) (1977)
- The Big Green Book (by Robert Graves) (1978)
- Nutcracker (by E.T.A. Hoffmann) (1984)
- The Love for Three Oranges (The Glyndebourne Version, by Frank Corsaro based on L'Amour des Trois Oranges by Serge Prokofiev) (1984)
- Circus Girl (by Jack Sendak) (1985)
- In Grandpa's House (by Philip Sendak) (1985)
- The Cunning Little Vixen (by Rudolf Tesnohlidek) (1985)
- Dear Mili (written by Wilhelm Grimm) (1988)
- Sing a Song of Popcorn (by Beatrice Schenk de Regniers with various illustrators including Sendak) (1988)
- The Big Book for Peace (various authors and illustrators, cover also by Sendak) (1990)
- I Saw Esau (edited by Iona Opie and Peter Opie) (1992)
- The Golden Key (by George MacDonald) (1992) ISBN 0-374-42590-6
- We Are All in the Dumps with Jack and Guy: Two Nursery Rhymes with Pictures (traditional nursery rhymes) (Harper Collins) (1993)
- Pierre: or, The Ambiguities: The Kraken Edition (by Herman Melville) (1995) ISBN 978-0-06-118009-5
- The Miami Giant (by Arthur Yorinks) (1995)
- Frank and Joey Eat Lunch (by Arthur Yorinks), also has additional illustrations by Ky Chung (1996)
- Frank and Joey Go to Work (by Arthur Yorinks), also has additional illustrations by Ky Chung (1996)
- Penthesilea (by Heinrich von Kleist, translated and introduced by Joel Agee) (1998) ISBN 0-06-095632-1
- Dear Genius: The Letters of Ursula Nordstrom (by Ursula Nordstrom, edited by Leonard S. Marcus) ISBN 0-06-023625-6
- Swine Lake (by James Marshall) (1999)
- Brundibár (by Tony Kushner) (2003)
- Sarah's Room (by Doris Orgel) (2003)
- The Happy Rain (by Jack Sendak) (2004)
- Pincus and the Pig: A Klezmer Tale (performed by the Shirim Klezmer Orchestra and narrated by Maurice Sendak) (2004)
- Bears! (by Ruth Krauss) (2005)
- Mommy? (by Arthur Yorinks, Sendak's only pop-up book) (2006) ISBN 0-439-88050-5
- Bumble- Ardy; Illustrated and written by Maurice Sendak (2011)[5]
- My Brother's Book Illustrated and written by Maurice Sendak (Released posthumously, February 5, 2013)[5]

### Collections
- The Art of Maurice Sendak (by Selma G. Lanes) (1980) ISBN 0-8109-1600-2
- The Art of Maurice Sendak: From 1980 to the Present (by Tony Kushner) (2003) ISBN 0-8109-4448-0
- Making Mischief: A Maurice Sendak Appreciation (by Gregory Maguire) (2009) ISBN 0-06-168916-5

## Adaptações

### Series de TV
- Os Sete Monstrinhos
- O Pequeno Urso

### Filmes
- Onde Vivem Os Monstros

## Prêmios (seleção)
- 1970 - Prêmio Hans Christian Andersen
- 1971 - Prêmio Hans Christian Andersen